# Jugoslavenska muslimanska organizacija
Jugoslavenska muslimanska organizacija (JMO), bosanskohercegovačka politička stranka nakon Prvoga svjetskog rata, a okupljala je uglavnom Bošnjake.

## Povijest

### Razdoblje prije osnivanja
Potreba o osnivanju posebne muslimanske političke stranke javlja se još nakon odlaska Osmanskog Carstva i dolaska Austro-Ugarske na prostore Bosne i Hercegovine. Ova potreba je kulminirala nakon završetka Prvoga svjetskog rata i općenito teškog stanja u kojem su se našli muslimani a pogotovo zemljoposjednici. U to vrijeme, političko okupljanje muslimana, kao i ostalih zajednica u Bosni i Hercegovini, se uglavnom odvijalo se oko političkih listova koji se tada osnivaju.
U slučaju bosanskih muslimana ti listovi su bili Vrijeme i Jednakost, koji su počeli izlaziti krajem prosinca 1918. i siječnja 1919. godine. Političku skupinu oko lista Vrijeme, činili su Mehmed Spaho, dr. Halid-beg Hrasnica, Sakib Korkut i drugi a nazivali su se Muslimanska organizacija. Svoj program su istakli u prvom broju lista, 8. siječnja 1919. godine. Zalagali su se za demokraciju i ustavnost, pravdu i slogu. Bili su stanovišta kako se muslimani nisu nikada otuđili ni svojoj domovini ni jeziku.... U isto vrijeme, u Tuzli je 29. prosinca 1918. godine održan sastanak skupine muslimana s ciljem stvaranja jedinstvene muslimanske političke organizacije. Glavna osobnost ove skupine bio je tadašnji tuzlanski muftija Ibrahim ef. Maglajlić. Izloženi program i ciljevi su bili skoro identični onima iz Muslimanske organizacije. Vremenom dolazi do ujedinjenja ove dvije političke skupine muslimana u Jugoslavensku muslimansku organizaciju (JMO).

### Osnivanje
Dana 16. veljače 1919. godine održan je sastanak na kojem je donesena odluka o osnivanju stranke pod nazivom Jugoslavenska muslimanska organizacija. Tom prigodom izabran je i Središnji odbor stranke koji se sastojao od 31 člana. Za predsjednika je izabran Ibrahim ef. Maglajlić, a za potpredsjednike dr. Halid-beg Hrasnica i dr. Hamdija Karamehmedović. Na istom sastanku je odlučeno da prestane izlaziti dotadašnji list Vrijeme, a da se pokrene novi list što se i dogodilo kada je 22. veljaće 1919. godine izašao iz tiska 1. broj lista Pravda - novog stranačkog glasila.

### Izbori za Ustavotvornu skupštinu
Na izborima za ustavotvornu skupštinu održanim 28. studenoga 1920. godine, JMO je ostvarila neočekivano veliki uspjeh dobivši oko 110.000 glasova, odnosno 24 mandata u skupštini. Politički uspjeh JMO je bio iznenađenje za sve tadašnje političke stranke. To se posebno odnosilo na tadašnje političke krugove u Beogradu, jer im nikako nije odgovarala činjenica da su se bosanskohercegovački muslimani politički organizirali i da žele ostvariti političku dominaciju na prostoru Bosne i Hercegovine.
Pri formiranju ustavotvorne skupštine Kraljevine SHS, u njezin sastav su na osnovu izbornih rezultata ušla 24 zastupnika JMO među kojima je bio i Mehmed Spaho koji je u to vrijeme bio najistaknutiji član stranke. U ožujku 1921. godine, JMO formirala je delegaciju za pregovore s Vladom u sastavu: dr. Mehmed Spaho, dr. Hamdija Karamehmedović i Osman Vilović. Ista delegacija 15. ožujka 1921. godine sklopila je sporazum s mandatarom Vlade Nikolom Pašićem. Ovim sporazumom Pašić se, osim očuvanja teritorijalne kompaktnosti Bosne i Hercegovine, obvezao i na osiguranje vjersko-prosvjetne autonomije, i još nekih stvari koje su bile ciljevi JMO. Osim toga, Mehmed Spaho potvrdio je kako je postignut sporazum i za sastav Vlade Bosne i Hercegovine. U toj novoj vladi JMO bi trebala dobiti tri resora: unutarnje poslove, prosvjetu "i još jedan resor".
Ustavotvorna skupština donijela je Vidovdanski ustav 28. lipnja 1921. godine nakon niza problema i političkih dogovora. JMO je glasala za ovaj ustav pod uvjetom da se prigodom organizacije državne uprave u Bosni i Hercegovini poštivaju njezine povijesne granice, odnosno da će se očuvati teritorijalna kompaktnost Bosne i Hercegovine. 
JMO je ovim sporazumom izborila član 135. u Ustavu Kraljevine SHS, koji je u povijesti poznat kao "turski paragraf", a kojim se, zapravo, određuje da Bosna i Hercegovina tada "ostaje u postojećim granicama".

### Raskol u JMO
Zbog neispunjenja većine dogovorenih stvari, veliki broj zastupnika JMO u skupštini Kraljevine SHS je zbog toga zagovarao ideju prekidanja suradnje s vladinom koalicijom. Oko ove ideje pojavila se podijeljenost u redovima stranke. Skupina na čelu s prvim predsjednikom JMO Ibrahim ef. Maglajlićem bila je za ostanak u koaliciji, dok je skupina koju je predvodio Mehmed Spaho bila protiv svake suradnje s koalicijom. Skupina koja je bila za nastavak koalicije imala je 13 od ukupno 24 zastupnika u skupštini. Zbog svega toga 1. velječe 1922. godine Mehmed Spaho podnio je ostavku na ministarsku dužnost, čime prelazi u oporbu iako njegova stranka, zahvaljujući odnosu snaga u Poslaničkom klubu u Skupštini, ostaje u vlasti. Sukob ove dvije skupine će kulminirati na zasjedanju Središnjeg odbora JMO održanom od 14. do 16. travnja 1922. godine. Najvažniji zaključak s ove sjednice Središnjeg odbora je odluka da se za sredinu lipnja 1922. godine sazove Zemaljska skupština stranke, koja treba arbitrirati u sukobu između dviju nastalih frakcija. Na Zemaljskoj skupštini održanoj 15. lipnja 1922. godine, skupina koju je predvodio Mehmed Spaho odnijela je definitivnu pobjedu, što će njemu osobno pomoći u profiliranju nespornoga lidera ne samo stranke nego i većine muslimana. Poražena stranačka frakcija obrazuje Privremeni odbor nove organizacije u koji su ušli muftija Ibrahim ef. Maglajlić kao predsjednik, Osman Vilović kao potpredsjednik, i Ahmet Šerić kao tajnik.
Osim toga definirano je i to da će nova stranka pokrenuti svoj list pod nazivom Istina, koji će izlaziti dva puta tjedno, a uređivat će ga Sakib Korkut. Nova stranka nazvana je Jugoslavenska muslimanska narodna organizacija (JMNO).

## Vanjske povezice
- Kamberović, Husnija. Mehmed Spaho (1883-1939): Politička biografija. Sarajevo: VKBI, 2009. ISBN 9789958471094